# Recinte fortificat d'Isona
El Recinte fortificat d'Isona és una obra romana d'Isona i Conca Dellà (Pallars Jussà) declarada Bé Cultural d'Interès Nacional.

## Descripció
Es conserven les restes d'una torre i un portal de l'antiga muralla romana d'Isona. El parament murat està configurat per carreus de pedra de diferent naturalesa, d'una mida gran i tallats en blocs prismàtics. Actualment, a la part baixa de la torre hi ha una font.